# 茅ヶ崎市立茅ヶ崎小学校
茅ヶ崎市立茅ヶ崎小学校（ちがさきしりつちがさきしょうがっこう）は、神奈川県茅ヶ崎市に設置されている公立の小学校。愛称は茅小。

## 概要
本校は1892年（明治25年）、高座郡茅ヶ崎村であった時代に、村の各地のいくつかの小学校を整理糾合する形で茅ヶ崎村立尋常高等茅ヶ崎小学校として6月7日に発足開校した。本校ではこの日を開校記念日としている。
かつては東海道本線茅ケ崎駅を中心に線路を挟む形で南北に広大な範囲に通学区域が存在していたのであるが、茅ヶ崎市内の小学校増設などにより学区分割が行われた結果、現在は共恵、幸町、中海岸、東海岸北などの一部区域となっている。
また本校校歌は土岐善麿の作詩、平井康三郎の作曲により制定され、現在も歌われている。

## 沿革
- 1895年（明治25年）6月7日 - 茅ヶ崎村立尋常高等茅ヶ崎小学校と名称を定める（この日を開校記念日とする）。
- 1899年（明治32年）10月21日 - 現在地に校舎が竣工する。
- 1908年（明治41年）10月8日 - 校名を茅ヶ崎町立尋常高等茅ヶ崎小学校と改める。
- 1923年（大正12年）
  - 4月1日 - 校名を茅ヶ崎尋常高等小学校と改める。
  - 9月1日 - 大正関東地震（関東大震災）により、全校舎が倒壊する。
- 1937年（昭和12年）4月1日 - 校名を神奈川縣茅ヶ崎第一尋常小学校と改める。
- 1941年（昭和16年）4月1日 - 国民学校令により、校名を神奈川縣髙座郡茅ヶ崎第一国民学校と改める。
- 1947年（昭和22年）
  - 4月1日 - 校名を神奈川縣髙座郡茅ヶ崎町立第一小学校と改める。
  - 22年10月1日 - 茅ヶ崎市制施行により、校名を茅ヶ崎市立第一小学校と改める。
- 1949年（昭和24年）4月9日 - 校名を現行の茅ヶ崎市立茅ヶ崎小学校と改める。
- 1992年（平成4年）6月6日 - 学校創立100周年記念式典を挙行。
- 2012年（平成24年）12月12日 - 学校創立120周年記念式典を挙行。

## 教育目標
- 心身共にたくましく、自ら学ぶ、心豊かな子どもの育成
  - 明るく元気で、思いやりのある子
  - 進んで行い、最後までがんばる子
  - 自分で考え、自分で創り出す子

## 交通アクセス
- 東日本旅客鉄道（JR東日本）東海道本線／相模線 茅ケ崎駅南口 徒歩5分

## 著名な卒業生
- 加山雄三（俳優、歌手、タレント）
- 岸本喜久雄（東京工業大学名誉教授、日本工学会会長）
- 桑田佳祐（サザンオールスターズ）
- 杉本哲太（俳優）
- 関谷亜矢子（フリーアナウンサー）